# معاملة المثليين في بابوا غينيا الجديدة
يواجه الأشخاص من المثليين والمثليات ومزدوجي التوجه الجنسي والمتحولين جنسياً (اختصاراً: LGBT) في بابوا غينيا الجديدة تحديات قانونية لا يواجهها غيرهم من المغايرين جنسيا. تعتبر المثلية الجنسية بين الذكور في بابوا غينيا الجديدة غير قانونية، مع عقوبة بالسجن تصل لمدة 14 سنة، لكن القانون لايتم تطبيقه.
تتأثر المواقف تجاه المثليين بشكل كبير بالكنائس المسيحية، حيث أن أغلبية سكان بابوا غينيا الجديدة مسيحيون. تاريخيا، كان للرجال المثليين أدوار اجتماعية معينة. إذ يقومون بالأدوار التقليدية للمرأة مثل الطهي ويشاركون مع النساء في المهرجانات التقليدية. ومع ذلك، لا تزال بعض القبائل تمارس نوعا من طقوس المثلية الغلمانية مثل «شعب إيتورو» و «شعب سامبيا».
في الوقت الحاضر، يميل الأشخاص المثليون إلى أن يكونوا مقبولين ويتم التسامح معهم في المناطق الساحلية أكثر من مرتفعات غينيا الجديدة.

## مصطلحات
تميل عبارة «مثلية الجنس» و «مثلي الجنس» و «مزدوج التوجه الجنسي» و «المتحولين جنسياً» إلى حمل وصمة عار شديدة في بابوا غينيا الجديدة.
في السنوات الأخيرة، تم استخدام كلمة «بالوبا» "palopa" بلغة توك بيسين من قبل المتحولين جنسيا في بابوا غينيا الجديدة للإشارة إلى الجنس الثالث الثقافي والتقليدي. وبالمثل، فإن شعب سامبيا يعترف بالجنس الثالث التقليدي: «كوولو-آتموول» "kwolu-aatmwol" (والتي تعني حرفيا شيئا ذكرا يتحول إلى شيء أنثى).

## قانونية النشاط الجنسي المثلي
يحظر الفصل 210 من قانون العقوبات في بابوا غينيا الجديدة النشاط الجنسي المثلي بين الذكور. يمكن أن يعاقب أولئك الذين يتم ضبطهم وهم يمارسون الجنس الشرجي بالسجن لمدة تصل إلى 14 عاماً. ويمكن معاقبة أنشطة جنسية مثلية أخرى بالسجن لمدة تصل إلى 3 سنوات. في عام 2011، أبلغت الحكومة الأمم المتحدة بأنها لن تلغي تجريم المثلية الجنسية.
وفقا لوزارة الخارجية الأمريكية، لم ترد أي تقارير عن ملاحقات قضائية في عام 2012 موجهة ضد أشخاص من المثليين. ومع ذلك، ذكرت الإدارة أن الأشخاص المثليين في عام 2012 كانوا «عرضة للوصم المجتمعي».
وقد وصفت النائبة السابقة كارول كيدو في عام 2012 بأن المثليين في من بابوا غينيا الجديدة مجبرون على العيش حياة سرية، ودعت دون نجاح الحكومة إلى عدم تجريم المثلية الجنسية. أوضح رئيس الوزراء بيتر أونيل أن هناك «مشاعر قوية» ضد المثلية الجنسية في البلاد، والتي «لم تقبل بعد مثل هذا الانفتاح الجنسي».

## ظروف الحياة
أفاد الأشخاص المثليون والمثليات بأنهم يواجهون «التمييز في حياتهم اليومية، وكثيرا ما يجاهدون للعثور على وظائف».
هناك عدد قليل من الملاهي الليلية في العاصمة بورت مورسبي التي لديها «ليال مثلية»، لا سيما في هانوابادا.

## ملخص
| قانونية النشاط الجنسي المثلي                                                             | (للذكور، لايتم تطبيقه) / (للإناث)                |
| المساواة في السن القانوني للنشاط الجنسي                                                  | (للذكور) / (للإناث)                              |
| قوانين مكافحة التمييز في التوظيف                                                         | No                                               |
| قوانين مكافحة التمييز في توفير السلع والخدمات                                            | No                                               |
| قوانين مكافحة التمييز في جميع المجالات الأخرى (تتضمن التمييز غير المباشر، خطاب الكراهية) | No                                               |
| قوانين جرائم الكراهية تشمل التوجه الجنسي والهوية الجندرية                                | No                                               |
| زواج المثليين                                                                            | No                                               |
| الاعتراف القانوني بالعلاقات المثلية                                                      | No                                               |
| تبني أحد الشريكين للطفل البيولوجي للشريك الآخر                                           | No                                               |
| التبني المشترك للأزواج المثليين                                                          | No                                               |
| يسمح للمثليين والمثليات ومزدوجي التوجه الجنسي بالخدمة علناً في القوات المسلحة             | No                                               |
| الحق بتغيير الجنس القانوني                                                               | No                                               |
| علاج التحويل محظور                                                                       | No                                               |
| الحصول على أطفال أنابيب للمثليات                                                         | No                                               |
| الأمومة التلقائية للطفل بعد الولادة                                                      | No                                               |
| تأجير الأرحام التجاري للأزواج المثليين من الذكور                                         | (محظور لجميع الأزواج بغض النظر عن التوجه الجنسي) |
| السماح للرجال الذين مارسوا الجنس الشرجي بالتبرع بالدم                                    | No                                               |